# Charles Farrell (attore 1901)
Charles D. Farrell (Walpole, 9 agosto 1900 o 1901 – Palm Springs, 6 maggio 1990) è stato un attore, imprenditore e politico statunitense.

## Biografia
Nato a Walpole (Massachusetts) da Estelle e David Farrell, una coppia di origine irlandese, Charles Farrell fu attratto molto presto dalla recitazione, complice l'attività lavorativa del padre, che era in affari nell'ambiente teatrale. Iscrittosi all'Università di Boston per assecondare le attese dei genitori, desiderosi che il figlio intraprendesse la professione medica, Farrell ottenne il titolo di studio ma le sue ambizioni artistiche ebbero la meglio. Responsabile amministrativo di uno spettacolo di varietà in tournée negli Stati Uniti, quando la compagnia si sciolse a Los Angeles, Farrell decise di rimanere in California e di intraprendere la carriera di attore.
Grazie all'amicizia con l'attore Richard Arlen, Farrell fu ingaggiato a Hollywood come comparsa e apparve in brevi ruoli non accreditati nei film Il gobbo di Notre Dame (1923), con Lon Chaney, I dieci comandamenti (1923), il kolossal di Cecil B. DeMille in cui interpretò uno schiavo ebreo, La vampa (1923), al fianco di Pola Negri, Le tre moschettiere (1925), accanto a Madge Bellamy.
Dopo alcuni altri ruoli minori, Farrell siglò un contratto con la 20th Century Fox, che lo cedette temporaneamente alla Paramount per il ruolo del "Commodoro" nell'epico L'aquila dei mari (1926), film che lo fece conoscere al grande pubblico. La Fox lo impiegò subito dopo come protagonista del melodramma romantico Settimo cielo (1927), che segnò l'inizio per Farrell di due collaborazioni artisticamente importanti, quella con il regista Frank Borzage e quella con la coprotagonista femminile Janet Gaynor.
Bello e romantico, Farrell divenne una stella di prima grandezza, formando con la Gaynor un sodalizio di successo presso il pubblico cinematografico negli ultimi anni del muto. In Settimo cielo, i due attori impersonarono la quintessenza della coppia romantica, Farrell nel ruolo di Chico, un povero giovane che lavora nelle fogne di Parigi, e la Gaynor nei panni della vagabonda Diane. Il loro incontro e la purezza del grande amore che nasce fra di loro li porta al "settimo cielo", rappresentato dal firmamento stellato visibile dal piccolo appartamento parigino di Chico, dove i due innamorati si rifugiano. Chico e Diane vengono poi separati dallo scoppio della prima guerra mondiale, lui muore in battaglia ma il film termina con la coppia che si riabbraccia il giorno dell'armistizio, secondo uno schema caro al regista Borzage, ovvero che un amore assoluto e trascendentale può sopravvivere anche alla morte.
Apprezzato dal pubblico e dalla critica, Settimo cielo consacrò il binomio Farrell-Gaynor come la coppia più romantica del cinema hollywoodiano. I due interpreteranno insieme altri undici film, tra i quali L'angelo della strada (1928), La stella della fortuna (1929), sempre di Borzage, Rinascita (1931) di Raoul Walsh, e La madonnina del porto (1932). Farrell fu diretto da Borzage anche in La leggenda di Liliom (1930), tratto dal romanzo di Ferenc Molnár, che fu però un insuccesso commerciale.
L'avvento del sonoro ostacolò il prosieguo della carriera di Farrell, complice anche l'affermarsi sugli schermi di nuove tipologie di protagonisti maschili, virilmente sfrontati come Clark Gable, energici e ruvidamente proletari come James Cagney. Nel 1932 l'attore interruppe la collaborazione con la Fox ma riuscì a rilanciarsi come interprete free lance, adeguandosi ai cambiamenti in corso. Tuttavia i suoi tipici personaggi romantici, e la stessa formula dei film con Janet Gaynor, ricchi di lirismo poetico, iniziavano ad apparire fuori moda. La coppia concluse il sodalizio con un'ultima apparizione nel melodramma Primo amore (1934).
Nella seconda metà degli anni trenta Farrell girò ancora alcuni film in Inghilterra, ma la sua carriera aveva ormai imboccato la parabola discendente. Dopo un'ultima apparizione sul grande schermo nel 1941 nel film The Deadly Game, l'attore abbandonò la carriera artistica, si arruolò nella Marina degli Stati Uniti e fu assegnato alla portaerei USS Hornet (CV-12), sotto il comando di Marshall Beebe. Alla fine del conflitto ritornò a Palm Springs, dove si era stabilito fin dal 1934, aprendo in collaborazione con il collega Ralph Bellamy un tennis club, il Palm Springs Racquet Club. Farrell fu molto attivo nel promuovere lo sviluppo della cittadina californiana, contribuendo a trasformarla da zona isolata ai margini del deserto in una località residenziale vivace e alla moda, nella quale andarono a stabilirsi molte celebrità del cinema e dello spettacolo. Il suo legame con Palm Springs fu ulteriormente consolidato quando venne eletto sindaco di questa città nel 1953, carica che mantenne per i successivi sette anni.
Malgrado gli impegni istituzionali, Farrell tornò a recitare nella serie televisiva La mia piccola Margie, nella quale vestì i panni di Vern Albright, un vedovo di mezza età alle prese con le vicende della giovane figlia Maggie, interpretata da Gale Storm. La serie andò in onda con successo per quattro anni, dal 1952 al 1956, per un totale di 126 episodi. Sempre nel 1956 Farrell condusse uno spettacolo personale, The Charles Farrell Show, ambientato sullo sfondo del Palm Springs Racquet Club di sua proprietà.
Dopo un'ultima apparizione televisiva in un episodio della serie Navy Log (1957), Farrell abbandonò le scene e condusse un'esistenza sempre più ritirata, concedendosi rare apparizioni pubbliche, quasi sempre coincidenti con la presenza della sua storica partner sullo schermo, Janet Gaynor. Dopo la morte della Gaynor nel 1984, Farrell non apparve più in pubblico e non rilasciò più alcuna intervista. Morì il 6 maggio 1990, all'età di ottantotto anni, per un attacco cardiaco. Secondo le sue espresse volontà, l'annuncio della sua morte avvenne solo a funerali avvenuti. È sepolto al Welwood Murray Cemetery di Palm Springs, accanto alla moglie, l'attrice Virginia Valli, con cui fu sposato dal 1931 al 1968, anno della morte di lei.

## Filmografia

### Cinema
- La vampa (The Cheat), regia di George Fitzmaurice (1923)
- Il gobbo di Notre Dame (The Hunchback of Notre Dame), regia di Wallace Worlsey (1923)
- Rosita, regia di Ernst Lubitsch (1923)
- La donna di Parigi (A Woman of Paris: A Drama of Fate), regia di Charlie Chaplin (1923)
- I dieci comandamenti (The Ten Commandments), regia di Cecil B. DeMille (1923)
- Il letto d'oro (The Golden Bed), regia di Cecil B. DeMille (1925)
- Le tre moschettiere (Wings of Youth), regia di Emmett J. Flynn (1925)
- The Love Hour, regia di Herman C. Raymaker (1925)
- Viva lo sport (The Freshman), regia di Fred C. Newmeyer e Sam Taylor (1925)
- Clash of the Wolves, regia di Noel M. Smith (1925)
- The Gosh-Darn Mortgage, regia di Edward F. Cline - cortometraggio (1926)
- Miss Charleston (Sandy), regia di Harry Beaumont (1926)
- A Trip to Chinatown, regia di Robert P. Kerr (1926)
- L'aquila dei mari (Old Ironsides), regia di James Cruze (1926)
- Settimo cielo (7th Heaven), regia di Frank Borzage (1927)
- The Rough Riders, regia di Victor Fleming (1927)
- L'angelo della strada (Street Angel), regia di Frank Borzage (1928)
- Oasi dell'amore (Fazil), regia di Howard Hawks (1928)
- La danzatrice rossa (The Red Dance), regia di Raoul Walsh (1928)
- La stella della fortuna (Lucky Star), regia di Frank Borzage (1929)
- Il fiume (The River), regia di Frank Borzage (1929)
- Il sorriso della vita (Sunnyside Up), regia di David Butler (1929)
- Giorni felici (Happy Days), regia di Benjamin Stoloff (1929)
- Il nostro pane quotidiano (City Girl), regia di Friedrich Wilhelm Murnau (1930)
- Un sogno che vive (High Society Blues), regia di David Butler (1930)
- La leggenda di Liliom (Liliom), regia di Frank Borzage (1930)
- Quando l'amore parla (Princess and the Plumber), regia di Alexander Korda (1930)
- Rinascita (The Man Who Came Back), regia di Raoul Walsh (1931)
- Anima e corpo (Body and Soul), regia di Alfred Santell (1931)
- La casetta sulla spiaggia (Merely Mary Ann), regia di Henry King (1931)
- Heartbreak, regia di Alfred L. Werker (1931)
- La piccola emigrante (Delicious), regia di David Butler (1931)
- After Tomorrow, regia di Frank Borzage (1932)
- Il primo anno (The First Year), regia di William K. Howard (1932)
- Ragazza selvaggia (Wild Girl), regia di Raoul Walsh (1932)
- La madonnina del porto (Tess of the Storm Country), regia di Alfred Santell (1932)
- Aggie Appleby Maker of Men, regia di Mark Sandrich (1933)
- La fanciulla senza casa (Girl Without a Room), regia di Ralph Murphy (1933)
- The Big Shakedown, regia di John Francis Dillon (1934)
- Primo amore (Change of Heart), regia di John G. Blystone (1934)
- Falling in Love, regia di Monty Banks (1935)
- Forbidden Heaven, regia di Reginald Barker (1935)
- Fighting Youth, regia di Hamilton MacFadden (1935)
- The Flying Doctor, regia di Miles Mander (1936)
- Ardente fiamma (Moonlight Sonata), regia di Lothar Mendes (1937)
- Fuoco a mezzanotte (Midnight Menace), regia di Sinclair Hill (1937)
- Flight to Fame, regia di Charles C. Coleman (1938)
- Dietro l'angolo (Just Around the Corner), regia di Irving Cummings (1938)
- Tail Spin, regia di Roy Del Ruth (1939)
- The Deadly Game, regia di Phil Rosen (1941)

### Televisione
- La mia piccola Margie (My Little Margie) – serie TV, 126 episodi (1952-1955)
- The Charles Farrell Show – serie TV, 12 episodi (1956)
- Navy Log – serie TV, episodio 3x15 (1957)

## Doppiatori italiani
- Franco Corsaro in Rinascita